# Ferdinand Leitner
Ferdinand Leitner (Berlín, 4 de març de 1912 – Zuric, 3 de juny de 1996) va ser un director d'orquestra alemany. Leitner va estudiar amb Franz Schreker, Julius Prüwer, Artur Schnabel i Karl Muck.
També va ser estudiant de composició amb Robert Kahn. Va començar com a pianista, amb l'ajuda de Fritz Busch, i després esdevingué director als anys trenta. Va ser director del Teatre Nollendorfplatz de Berlín de 1943 a 1945; a Hannover del 1945 al 1946; a Múnic del 1946 al 1947; i el director general de música de l'⁣Òpera estatal de Württemberg (en alemany Staatstheater Stuttgart) a Stuttgart des de 1947 fins a 1969. Per homenatjar-lo, la ciutat de Stuttgart ha nomenat un pont per a vianants, que connecta la part superior (on es troba l'Staatstheater) i la part central del parc Schlossgarten (castell), en el seu nom (Ferdinand-Leitner-Steg).
És famós com a director d'⁣òpera, els seus compositors preferits són Wagner, Richard Strauss, Mozart i els compositors del segle XX Carl Orff i Karl Amadeus Hartmann. Va succeir a Erich Kleiber el 1956 com a director del Teatre Colón de Buenos Aires. De 1976 a 1980, va treballar a la Haia com a director principal de Het Residentie Orkest.
Entre els seus més de 300 enregistraments hi ha un enregistrament famós del Doktor Faust de Ferruccio Busoni. També va dirigir la Filharmònica de Berlín per al cicle de concerts per a piano de Beethoven de 1961 de Wilhelm Kempff.